# 海明禪寺

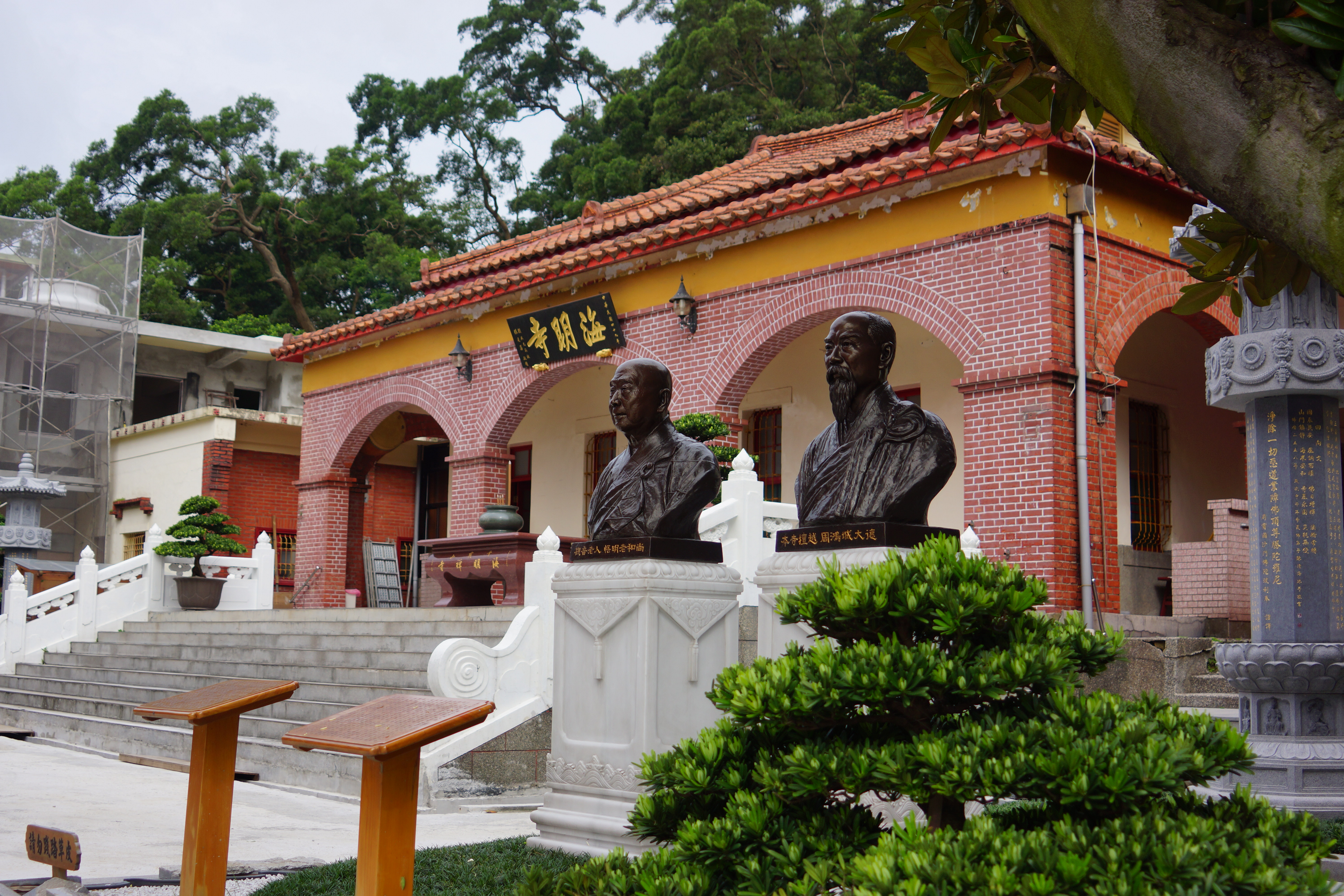
海明禪寺及其創辦人塑像，攝於2016年。

千霞山海明禪寺，簡稱海明禪寺或海明寺，是一座位在臺灣樹林坡內坑的佛寺。

## 歷史
1933年，周鴻城在臺北州海山郡鶯歌街坡內坑購置土地3000餘坪，並以紅磚為主要建材興建私人山莊。
戰後，悟明長老自上海前往臺灣，並在當地致力於宣揚佛法；周鴻城深受影響，並將其莊園土地所有權捐贈與悟明長老作佛寺創建之用。1960年，悟明長老創建海明禪寺，同時開始為其建設到處募款化緣。1969年，該寺開始興建妙法堂並開闢聯外道路。1972年，該寺興建玄奘慈幼院，並收養孤兒數十名。1979年，該寺興建七層舍利寶塔一座以及五觀堂、大寮、女眾僧寮等建物。1981年，該寺興建功德堂。1990年，該寺增建大雄寶殿、鐘樓、鼓樓，並於1993年完工。1991年，該寺興建開山紀念堂、東西單退居寮、明園及男眾僧寮等建物，並於1994年全數完工啟用。

## 歷代住持
- 第一任：悟明老和尚
- 第二任：如道長老尼
- 第三任(現任)：明光法師(現任海明寺董事長)[5][6]
- 監院：果印法師[7]

## 寺內例行事務
- 每星期六9時於開山紀念堂 悟明老和尚法身缸前禮拜大悲懺法共修[4]
- 每星期日4時早課誦禮拜大悲懺法
- 每月第四星期日9時禮拜大悲懺法共修[3]
- 每年舉辦「兒童福慧夏令營」（自2004年起）[8][4]

## 千霞山
「千霞山」一名源自悟明長老等人對於當地日出景色的描繪。

## 事件
- 1993年，有人在六張犁發現兩百多個政治犯的遺骸，於是決定於海明禪寺為其舉行超度法會。[9]

## 外部連結
- 官方网站
- 海明禪寺的Facebook專頁

### 相關影片
- 公共電視誰來晚餐第3季第18集左敲鍵盤、右敲木魚的出家人- YouTube